# حفل توزيع جوائز الإيمي برايم تايم الخامس والسبعون
حفل توزيع جوائز الإيمي برايم تايم الخامس والسبعون سيكرم أفضل البرامج التلفزيونية في أوقات الذروة الأمريكية في الفترة من 1 يونيو 2022 حتى 31 مايو 2023، وفقًا لما اختارته أكاديمية الفنون والعلوم التليفزيونية. ومن المقرر أن يتم بث الحفل على قناة فوكس في الولايات المتحدة ودبي وان وإم بي سي 4 ومنصة شاهد وستار وورلد في الشرق الأوسط وشمال أفريقيا في 15 يناير 2024، مع حفل توزيع جوائز إيمي للفنون الإبداعية الخامس والسبعين يومي 6 و7 يناير، في مسرح بيكوك في وسط مدينة لوس أنجلوس، كاليفورنيا، بعد تأجيل من سبتمبر 2023 بسبب النزاعات العمالية في هوليوود. ومن المقرر تقديم إجمالي 26 جائزة إيمي. سيتم إنتاج الحفل بواسطة جيسي كولينز إنترتينمنت وسيستضيفه أنتوني أندرسون. تم الإعلان عن الترشيحات في 12 يوليو 2023.

## الفائزون والمرشحون

### البرامج التلفزيونية
| أفضل مسلسل كوميدي | أفضل مسلسل درامي |
| --- | --- |
| - ذا بير (مسلسل تلفزيوني). (شبكة FX) - أبوت الابتدائية شبكة أيه بي سي - السيدة مايزل الرائعة (فيديو برايم) - باري (إتش بي أو) - مهمة اللجنة (Amazon Freevee) - فقط جرائم القتل في المبنى (هولو) - تيد لاسو (أبل تي في +) - وينزداي نتفليكس | - الخلافة (إتش بي أو) - أندور (ديزني+) - من الأفضل الاتصال بسول (إيه إم سي) - التاج (نتفليكس) - آل التنين (HBO) - ذا لاست أوف أس (HBO) - اللوتس الأبيض (HBO) - دبابير السترة الصفراء (شوتايم) |
| أفضل سلسلة محدودة متميزة | جائزة أفضل برنامج مسابقات واقعي |
| - غضب على الطريق (نتفليكس) | - روبول دراغ ريس (إم تي في) |
| أفضل سلسلة نقاش متنوعة بارزة | أفضل نص مسلسل متنوع |
| - ذا ديلي شو ( كوميدي سنترال ) - جيمي كيميل لايف! - آخر الليل مع سيث مايرز - العرض المتأخر مع ستيفن كولبيرت - المشكلة مع جون ستيوارت | - الأسبوع الماضي هذا المساء مع جون أوليفر - ساترداي نايت لايف - A Black Lady Sketch Show |
| أفضل سلسلة متنوعة مباشرة | |
| - وداعًا يا طريق الطوب الأصفر للموسيقي إلتون جون | |

## التمثيل

#### الأدوار الرئيسية
| أفضل دور رئيسي لممثل في مسلسل كوميدي | أفضل دور رئيسي لممثلة في مسلسل كوميدي    |
| ------------------------------------ | ---------------------------------------- |
| - جيريمي وايت في مسلسل ذا بير        | - كينتا برونسون في مسلسل أبوت الابتدائية |